# Linia kolejowa Tapa – Tartu
Linia kolejowa Tapa – Tartu – linia kolejowa w Estonii łącząca stację Tapa ze stacją Tartu.
Linia na całej długości jest niezelektryfikowana i jednotorowa. Planowana elektryfikacja linii ma zakończyć się w 2025 roku.

## Historia
Linia została otwarta 21 sierpnia 1876. Połączyła ona linię Petersburg - Rewel z Tartu, gdzie początkowo kończyła bieg. Ze względu na to, że linia była ślepa i przewidywano na niej jedynie ruch lokalny, na budowę znajdujących się przy niej dworców, przeznaczono znacznie mniejsze kwoty niż na linii Petersburg - Rewel. Jeszcze w XIX w. linia otrzymała połączenie od południa, co pozwoliło prowadzić na niej ruch tranzytowy.
Początkowo linia leżała w Imperium Rosyjskim, w latach 1918 - 1940 położona była w Estonii, następnie w Związku Sowieckim (1940 - 1991). Od 1991 ponownie znajduje się w granicach niepodległej Estonii.